# Bourthes
Bourthes é uma comuna francesa na região administrativa de Altos da França, no departamento de Pas-de-Calais. Estende-se por uma área de 22,33 km². Em 2010 a comuna tinha 852 habitantes (densidade: 38,2 hab./km²).